# Nevera

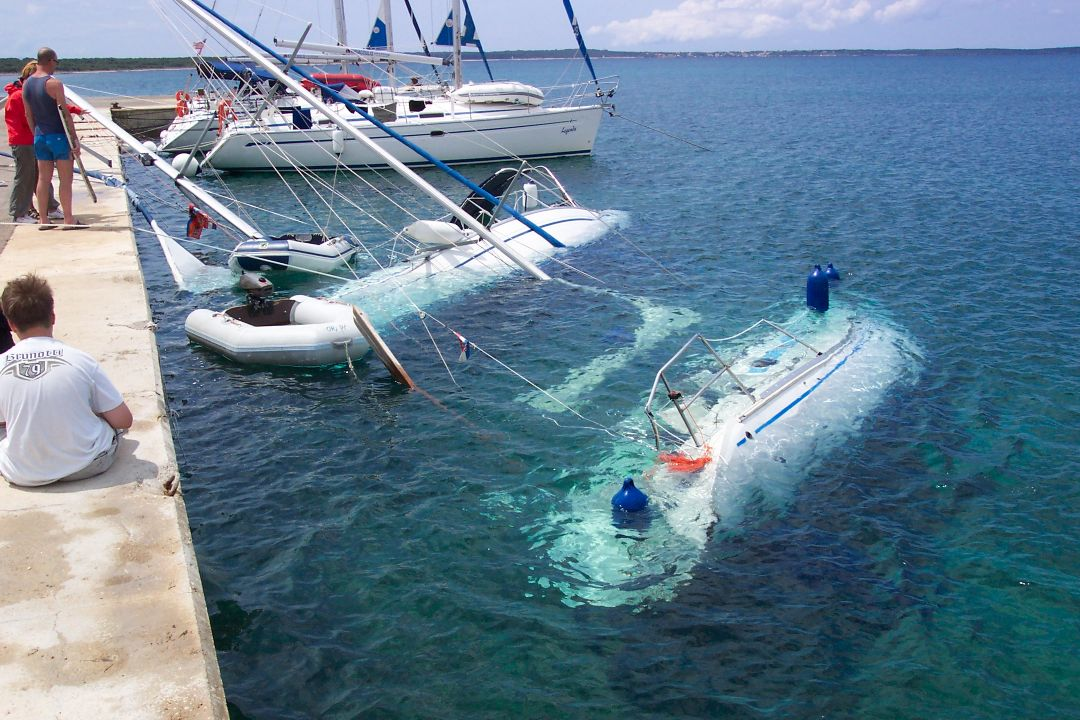
Auswirkungen eines Nevera-Sturms in einem nach Westen offenen Hafen in der Nordadria

Nevera, auch Neverin, ist eine kroatische Bezeichnung für teilweise äußerst schwere Stürme aus West in der östlichen Nordadria.
Eine Nevera ist ein schlagartig einsetzender thermischer Gewitter-Wirbelsturm mit Windböen bis Orkanstärke. Sie kommt immer aus der Richtung des offenen Meeres (West) und ist im Gegensatz zur Bora lokal nicht vorhersagbar.

## Dauer
Die Nevera dauert stets nur ca. 15 bis 45 Minuten, hat aber eine ungewöhnlich große Zerstörungskraft auf ihrer lokal eng begrenzten Bahn von wenigen Kilometern. Am Ende des Sturms setzt in der Regel (schwerer) Regen ein. Nevera-Stürme treten fast ausschließlich im Sommer auf, mit deutlicher Konzentration auf die Monate August und September.

## Vorzeichen
Eventuell zu beobachtende Vorzeichen sind:
- normales, sonniges (wolkenlos) Wetter mit leichtem Wind, dann aber plötzliche totale Ruhe,
- leise Donnergeräusche im Westen mit einsetzenden (sehr) leichten Böen,
- Blitze im Westen.

## Schutz
Tipps für Nautiker:
- Nicht festmachen in nach Westen offenen Häfen, Molen und Buchten,
- Abwettern auf See ist manchmal sicherer als ein nach Westen offener Hafen,
- hohes Nevera-Risiko in der kroatischen Nordadria zwischen Mitte August und Mitte September,
- mehrmals am Tag den Wetterbericht abhören; Nevera kann man lokal nicht vorhersagen; die kroatischen Wetterstationen melden aber zumindest das regionale Risiko,
- im Zweifelsfall Schutzhäfen/Schutzbuchten an Ostküsten anlaufen.